# La Lucerne-d’Outremer
La Lucerne-d’Outremer – miejscowość i gmina we Francji, w regionie Normandia, w departamencie Manche.
Według danych na rok 1990 gminę zamieszkiwało 621 osób, a gęstość zaludnienia wynosiła 43 osoby/km² (wśród 1815 gmin Dolnej Normandii La Lucerne-d’Outremer plasuje się na 362. miejscu pod względem liczby ludności, natomiast pod względem powierzchni na miejscu 262.).